# SÍ Sørvágur
Az SÍ Sørvágur egy egykori feröeri elsőosztályú labdarúgóklub Sørvágurban. A klubot 1905-ben alapították.
A klub 1998-ban csatlakozott a SÍF Sandavágur és az MB Miðvágur egyesülésével létrejött FS Vágarhoz. Az egyesült csapat 2003-ig az első osztályban játszott. Ez az együttműködés azonban 2004 őszére megromlott, így a csapatok újra különváltak.
Ennek ellenére sokan kitartottak az együttműködés mellett, így 2004. november 8-án megalapították az FS Vágar 2004 (Fótbóltssamtakið Vágar 2004) nevű új klubot, amellyel 2007. november 6-án újra egyesült az SÍ Sørvágur, és ekkor jött létre a 07 Vestur nevű egyesület.

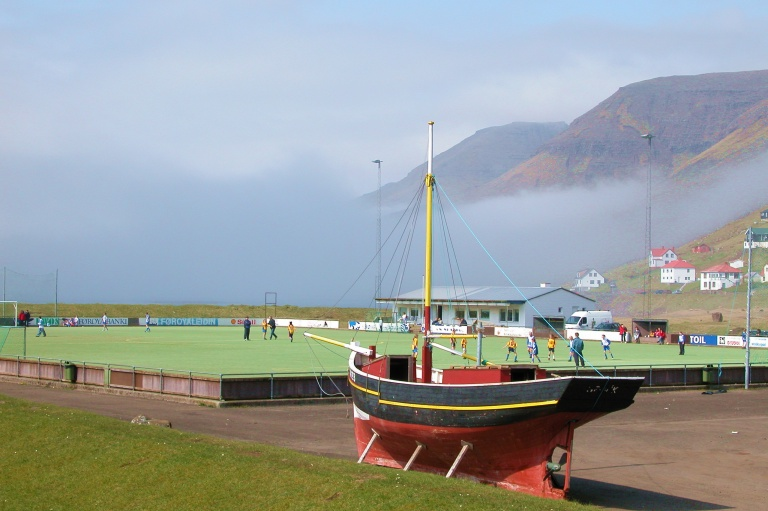
A sørváguri pálya

## Eredmények
- Feröeri bajnok: (1)

1947